# Mick Thomson
Mickael Gordon Thomson (Des Moines, 3 de novembro de 1973), conhecido como Mick ou pelo seu número #7, é um músico norte-americano e um dos guitarristas do Slipknot. Após a saída de Craig Jones em 2023, Thomson se tornou o segundo membro mais antigo do Slipknot.

## Início de vida
Thomson cresceu tendo um "fascínio pelas bandas de death metal", incluindo Morbid Angel, embora também tenha nomeado os Beatles como uma de suas principais influências musicais. Ele iniciou sua carreira tocando guitarra em diversas bandas locais em sua cidade natal de Des Moines, Iowa, sendo a mais notável delas a banda de death metal Body Pit, formada em 1993. Os membros originais do Slipknot, Anders Colsefni (vocal), Donnie Steele (guitarra) e Paul Gray (baixo) também foram membros do Body Pit neste período. Além de se apresentar na banda, Thomson deu aulas de guitarra para estudantes locais na Ye Olde Guitar Shop em Des Moines.

## Carreira
Thomson ingressou no Slipknot em 1996, substituindo Craig Jones na guitarra após este se tornar o sampler em tempo integral da banda. O primeiro álbum do Slipknot com a contribuição de Thomson foi o auto-intitulado de 1999. Falando sobre o processo de gravação do álbum, ele afirmou em uma entrevista para a revista Revolver que "foi um pesadelo fazer este maldito disco", devido principalmente à falta de dinheiro do grupo, má qualidade dos alimentos e maus hábitos de outros membros da banda.
Ao ingressar na banda, Thomson utilizou uma máscara de hóquei comprada por ele em uma loja, sendo comparada com a usada por Jason voorhees no filme Sexta-Feira 13 (1980). A máscara do guitarrista permaneceu praticamente a mesma ao longo de sua carreira, com pequenas alterações sendo feitas a cada ciclo da banda, onde ele alegou: "Eu acho que acertei em cheio com essa por poder transmitir quem eu sou". Em 2008, Thomson minimizou a consideração que tinha no design e o significado da máscara, proclamando que "eu tinha a máscara de hóquei em látex e ela se transformou no que é agora. Não há nada de criativo nisso." Thomson também escolheu o número #7 da banda, alegando que era o seu "número da sorte".
Fora do Slipknot, Thomson colaborou com várias outras bandas. Junto com o baixista Paul Gray, ele apareceu em um álbum de tributo ao Death, organizado por James Murphy. Em 2007, ele tocou o segundo solo de guitarra em "Deliver My Enemy" da Malevolent Creation, no álbum Doomsday X. Falando sobre sua aparição na música, que foi composta em parte pelo DJ do Slipknot, Sid Wilson, Thomson afirmou que estava "orgulhoso por ter sido convidado a fazer parte desta gravação". Em 2011, ele tocou como guitarrista convidado no álbum Deathtrip 69, da Necrophagia. Thomson também aparece no videoclipe de "No Pity on the Ants" da banda de thrash metal Lupara, dirigida por Frankie Nasso e lançada em 2007.

## Equipamento
Thomson é conhecido por tocar guitarras Ibanez MTM tanto em estúdio quanto em turnê, todas feitas à mão pelo luthier Tak Hosono. As guitarras incluem captadores Seymour Duncan EMTY Blackout e cordas d'Addario EXL117. Ele passou a trabalhar com a empresa em 2003, durante o processo de gravação do terceiro álbum de estúdio do Slipknot, Vol. 3: (The Subliminal Verses). Seus pedais de efeito incluem um Maxon OD820, um Death by Audio Fuzz War, um MXR Carbon Copy Delay, um Electro-Harmonix Bassballs Envelope Filter e um pedal de fuzz personalizado feito por seu técnico de guitarra Kevin Allen.
Em julho de 2016, a Jackson Guitars anunciou que Thomson se juntara à sua lista de artistas. Falando sobre ingressar na empresa, Thomson afirmou que estava "imensamente orgulhoso de fazer parte da família Jackson", citando seus modelos personalizados Double Rhoads e Soloist como "incríveis". Atualmente, Thomson possui três modelos signature da Soloist, todos com cabeças invertidas, corpo de mogno, pescoço de bordo reforçado com grafite, porca de fixação e seus captadores Seymour Duncan EMTY Blackout exclusivos. Um de seus modelos limitados vem com uma ponte fixa Floyd Rose, enquanto os outros vem com uma ponte hardtail projetada pela Jackson.
Em março de 2023, Thomson anunciou seu mais recente endosso com a ESP Guitars, e informou que passaria a utilizar captadores Fishman.

## WWE
Em 21 de dezembro de 2011, Mick Thomson foi convidado para participar da companhia WWE, para se tornar um wrestler. Mick já tinha técnicas de wrestling e luta romana. Ele ainda está pensando sobre o assunto, e disse: Se eu entrar num desses Royal Rumbles, vou causar a maior surpresas para os fãs de WWE e fãs do Slipknot. Mick pensou sobre o assunto e sua possível entrada para o Royal Rumble 2013 à soundtrack de Disasterpiece.[carece de fontes?]

## Vida pessoal

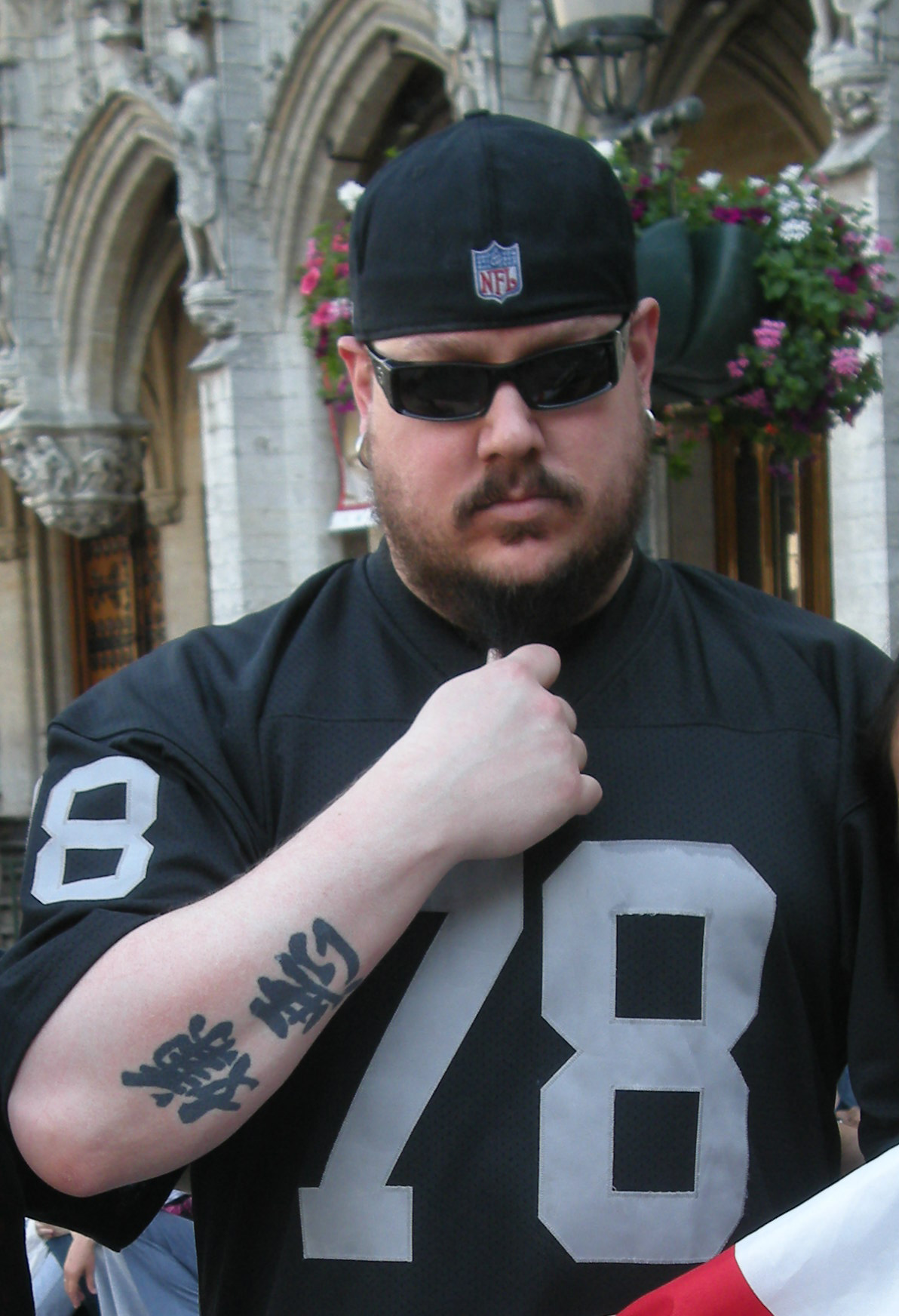
Thomson sem máscara em 2011.

Quando não está se apresentando com o Slipknot, Thomson é conhecido por ter um estilo de vida relativamente discreto. No lançamento do DVD Voliminal: Inside the Nine em 2006, ele afirmou: "Eu gosto quando me deixam em paz", ressaltando adorar fazer parte da banda. Em uma entrevista com Jon Wiederhorn para a revista Revolver sobre a composição de Iowa, o guitarrista explicou que "nos dias de folga, você nunca me vê fora do meu quarto no hotel...prefiro ficar sozinho do que estar com um monte de gente, pessoas que eu não ligo".
Thomson se casou com Stacy Riley em 5 de outubro de 2012. Ele tem diversas tatuagens, incluindo a palavra 'seven' no braço esquerdo (em referência ao seu número no Slipknot), e a palavra 'ódio' em nihongo no braço direito. Thomson também é conhecido por ser um torcedor fanático do time de futebol americano Las Vegas Raiders.
Em 11 de março de 2015, Thomson foi esfaqueado durante uma briga doméstica com seu irmão Andrew do lado de fora de uma casa em sua cidade natal, Clive, Iowa. Foi relatado pelo The Des Moines Register que os dois homens estavam bêbados e que o guitarrista do Slipknot sofreu ferimentos "sérios, mas sem risco de morte" depois de ser esfaqueado na parte de trás da cabeça. Mais tarde, Mick e Andrew foram acusados por "conduta desordeira ao brigarem", após uma investigação determinar que ambos eram responsáveis pelo incidente. Após Mick e Andrew serem hospitalizados, o vocalista do Slipknot, Corey Taylor, publicou um tuíte garantindo aos fãs que Thomson se encontrava bem.

## Discografia
| - 1999: Slipknot - 2001: Iowa - 2004: Vol. 3: (The Subliminal Verses) - 2008: All Hope Is Gone - 2014: .5: The Gray Chapter - 2019: We Are Not Your Kind - 2022: "The End, So Far" | - 2007: Doomsday X (Malevolent Creation) |

## Filmografia
- 1999: Welcome to Our Neighborhood
- 2002: Disasterpieces
- 2002: Rollerball
- 2006: Voliminal: Inside the Nine
- 2008: Nine: The Making of "All Hope Is Gone"
- 2009: Of the (sic): Your Nightmares, Our Dreams
- 2010: (sic)nesses
- 2011: Goat
- 2017: Day of The Gusano